# Nigéria elnökeinek listája
Az alábbi lista Nigéria elnökeit sorolja fel.

## list
|  | Portrait | Name                                            | Took office       | Left office                      | Political party (at time of election)         |
|  | -------- | ----------------------------------------------- | ----------------- | -------------------------------- | --------------------------------------------- |
|  |          | Nnamdi Azikiwe (1904–1996)                      | 1 October 1963    | 16 January 1966 (deposed.)       | National Council of Nigeria and the Cameroons |
|  |          | Nwafor Orizu (1914—1999)                        | 1 November 1965   | 16 January 1966                  | Independent                                   |
|  |          | Chukwuma Kaduna Nzeogwu (1933—1967)             | 16 January 1966   | 16 January 1966                  | Federal Military Government                   |
|  |          | Major-General Johnson Aguiyi-Ironsi (1924–1966) | 16 January 1966   | 29 July 1966 (assassinated.)     | Federal Military Government                   |
|  |          | Babafemi Ogundipe(1924—1971)                    | 29 July 1966      | 29 July 1966                     | Federal Military Government                   |
|  |          | Joseph Edet Akinwale Wey (1918 –1991)           | 29 July 1966      | 1 August 1966                    | Federal Military Government                   |
|  |          | General Yakubu Gowon (1934–)                    | 1 August 1966     | 29 July 1975 (deposed.)          | Federal Military Government                   |
|  |          | General Murtala Mohammed (1938–1976)            | 29 July 1975      | 13 February 1976 (assassinated.) | Federal Military Government                   |
|  |          | Major-General Olusegun Obasanjo (1937–)         | 13 February 1976  | 1 October 1979 (resigned.)       | Federal Military Government                   |
|  |          | Shehu Shagari (1925–2018)                       | 1 October 1979    | 31 December 1983 (deposed.)      | National Party of Nigeria                     |
|  |          | Alex Ekwueme                                    | 31 December 1983  | 31 December 1983                 | National Party of Nigeria                     |
|  |          | Major-General Muhammadu Buhari (1942–2025)      | 31 December 1983  | 27 August 1985 (deposed.)        | Supreme Military Council                      |
|  |          | General Ibrahim Babangida (1941–)               | 27 August 1985    | 26 August 1993 (resigned.)       | Armed Forces Ruling Council                   |
|  |          | M. K. O. Abiola (1937–1998)                     | Never took office | Never took office                | Social Democratic Party (Nigeria)             |
|  |          | Ernest Shonekan (1936–2022)                     | 26 August 1993    | 17 November 1993 (deposed)       | Independent                                   |
|  |          | General Sani Abacha (1943–1998)                 | 17 November 1993  | 8 June 1998 (died in office)     | Provisional Ruling Council                    |
|  |          | General Abdulsalami Abubakar (1942–)            | 8 June 1998       | 29 May 1999 (resigned)           | Provisional Ruling Council                    |
|  |          | Olusegun Obasanjo (1937–)                       | 29 May 1999       | 29 May 2007                      | People's Democratic Party (Nigeria)           |
|  |          | Umaru Musa Yar'Adua (1951–2010)                 | 29 May 2007       | 5 May 2010 (died in office)      | People's Democratic Party (Nigeria)           |
|  |          | Goodluck Jonathan (1957–)                       | 9 February 2010   | 29 May 2015                      | People's Democratic Party (Nigeria)           |
|  |          | Muhammadu Buhari (1942–2025)                    | 29 May 2015       | 6 June 2016                      | All Progressives Congress                     |
|  |          | Yemi Osinbajo (8 March 1957)                    | 6 June 2016       | 19 June 2016                     | All Progressives Congress                     |
|  |          | Muhammadu Buhari (1942–2025)                    | 19 June 2016      | 29 May 2023                      | All Progressives Congress                     |
|  |          | Bola Ahmed Tinubu                               | 29 May 2023       | 29 May 2024                      | All Progressives Congress                     |
|  |          | Kashim Shettima                                 | 29 May 2024       | 29 May 2024                      | All Progressives Congress                     |
|  |          | Bola Ahmed Tinubu                               | 29 May 2024       | —                                | All Progressives Congress                     |

- India elnökeinek listája

## Fordítás
- Ez a szócikk részben vagy egészben  a   List of heads of state of Nigeria című angol Wikipédia-szócikk fordításán alapul.  Az eredeti cikk szerkesztőit annak laptörténete sorolja fel. Ez a jelzés csupán a megfogalmazás eredetét és a szerzői jogokat jelzi, nem szolgál a cikkben szereplő információk forrásmegjelöléseként.

1. ↑  Goodluck Jonathan was Acting President from 9 February to 5 May 2010